# Крайпо, Иван
Ива́н Крайпо (фр. Yvan Craipeau; 24 сентября 1911 — 13 декабря 2001) — французский троцкист.

## Биография
Родился в Роше-сюр-Он. В раннем возрасте увлекся марксизмом. Был исключен из школы, после чего переехал в Париж. Сторонник Левой оппозиции с 1929 года, участник группы вокруг журнала «La Vérité». В 1930 году был одним из основателей Коммунистической лиги. В 1935 году становится личным секретарем Троцкого. Один из создателей в 1936 году Международной рабочей партии, ставшей затем французской секцией Четвертого интернационала.
После выхода книги Троцкого «Преданная революция» не соглашается с анализом, приведенным в ней. По мнению, Крайпо политический режим в Советском Союзе представляет собой бюрократический коллективизм. Из этого также следует расхождение с Троцким по вопросу о защите СССР.
В период Второй мировой войны Крайпо, осознавая все сложности для работы, пытается совместно с Марселем Хицом тайно издавать журнал «La Vérité». В 1944 году вступает в недавно созданную Международную коммунистическую партию, в 1946—1948 годах занимает пост генерального секретаря МКП. В этот период поддерживал позицию Теда Гранта, что в скором времени не стоит ожидать кризиса капитализма. В 1948 году Крайпо исключают из МКП и Четвёртого интернационала.
В начале 1950-х годов уезжает в Гваделупу, где становится школьным преподавателем и секретарем профсоюза Национальная федерация образования. После возвращения во Францию в 1954 году участвует в деятельности движения «новых левых», а затем в работе Союза социалистических левых и Объединенной соцпартии. Автор нескольких книг по истории троцкистского движения.